# Moschiola indica
Il tragulo macchiato indiano (Moschiola indica Gray, 1852) è una specie di artiodattilo della famiglia dei Tragulidi diffusa in India e, forse, in Nepal. In passato era noto con il nome scientifico di Moschiola meminna, ma recenti studi sulla tassonomia della famiglia hanno portato gli studiosi a restringere tale nome solo al tragulo macchiato dello Sri Lanka.

## Descrizione
Questa specie misura circa 57,5 cm di lunghezza, ha una coda di 2,5 cm e pesa circa 3 kg. Sulla parte superiore il mantello è vivacemente punteggiato di marrone-giallo rossiccio; sul dorso ha delle strisce nere; dalla gola al petto presenta tre strisce bianche longitudinali e sui fianchi ha spesso delle sequenze di macchie bianche.

## Distribuzione e habitat
Vive nelle foreste tropicali e nelle pianure di quasi tutta l'India, dal Tamil Nadu e dal Kerala fino ad almeno 24° di latitudine nord. Secondo alcune vecchie testimonianze, sarebbe presente anche nella fascia meridionale del Nepal.

## Biologia
Il tragulo macchiato indiano trascorre la giornata nel fitto sottobosco; solo con il calare delle tenebre e fino alle prime ore del mattino si muove agilmente alla ricerca di cibo.
Timido e sospettoso, non mostra un comportamento sociale. Attento ai pericoli, è solito fiutare i predatori, specialmente leopardi, rettili e perfino uccelli rapaci, tenendo le zampe anteriori sollevate e il capo e il collo abbassati: non appena percepisce una minaccia fugge velocemente compiendo ampi balzi ad arco.
Verso il termine della stagione delle piogge, la femmina, dopo una gestazione di cinque mesi, partorisce i piccoli, di solito due gemelli, all'interno di una tana o in un altro luogo riparato